# Château de Bourassol
Le château de Bourassol est un édifice situé à Ménétrol, en France.

## Localisation
Le château est situé sur le territoire de la commune de Ménétrol, dans le département du Puy-de-Dôme, en région Auvergne-Rhône-Alpes.

## Description
Le château de Bourassol (ou de Bourrassol), du XIIIe siècle, a été construit « sur une butte le long de la route royale Riom-Clermont ». Il était composé d’un corps de logis flanqué d'un donjon qui servait parfois de barrière de péage. À la fin du Moyen Âge, il est « détruit par la volonté des habitants de Riom qui ne supportent plus les exactions et les soldats des seigneurs de Bourrassol »[réf. nécessaire]
Au XVIIe siècle, en contrebas de la butte de l'emplacement des dépendances de l'ancien château, le château actuel est construit dans le style Louis XIII.[réf. souhaitée]

## Historique
Pour les besoins du procès de Riom l’administration pénitentiaire avait loué ce château. Y furent détenus, outre Léon Blum (qui y séjourna de décembre 1940 à mars 1943), Édouard Daladier, le général Émile Laure, ancien secrétaire général du chef de l’État Philippe Pétain, et le général Gamelin.[réf. souhaitée]